# Алеврито-пелитовый ил
Алеври́то-пели́товый ил (алеври́то-глини́стый ил) — осадочные отложения, от 50 до 70 % гранулометрически состоящие из пелитовой фракции (частицы размером менее 0,01 мм). Остальная часть осадка представлена более крупным (песчано-алевритовым) материалом. Состав самих отложений варьирует от карбонатных до терригенно-карбонатных и, собственно, терригенных.
В толще геологических отложений данный ил характеризуется более тёмной окраской.